# Taumatawhakatangihangakoauauotamateaturipukakapikimaungahoronukupokaiwhenuakitanatahu
Taumatawhakatangihangakoauauotamateaturipukakapikimaungahoronukupokaiwhenuakitanatahu nebo zkráceně Taumata je maorský název 305 m vysokého kopce u Mangaorapa a Porangahau, jižně od Waipukurau, mezi Hastingsem a Dannevirke v jižní části Hawke's Bay na Novém Zélandu.
Název má více variant. Domácí obyvatelstvo jméno používá v podobě Taumatawhakatangihangakoauotamateturipukakapikimaungahoro-Nukupokaiwhenuakitanatahu. Varianta Tetaumatawhakatangihangakoauaotamateaurehaeaturipukapihimaungahoronukupokaiwhenuaakitanarahu (92 písmen) je zapsaná v Guinnessově knize rekordů. Obecná varianta Taumatawhakatangihangakoauauotamateaturipukakapikimaungahoronukupokaiwhenuakitanatahu má 85 písmen a je nejčastěji používaná.
Jméno znamená přibližně: „Místo, kde Tamatea, muž s velkými koleny, který se z hor klouzal, na hory se šplhal a hory polykal – známý jako zeměžrout – hrál na svoji flétnu pro svou milovanou“.
I když Krung Thep Mahanakhon Amon Rattanakosin Mahinthara Ayuthaya Mahadilok Phop Noppharat Ratchathani Burirom Udomratchaniwet Mahasathan Amon Piman Awatan Sathit Sakkathattiya Witsanukam Prasit, domorodý název pro Bangkok, hlavní město Thajska, je delší, Guinnessova kniha rekordů se z důvodu častějšího používání rozhodla pro výše uvedený název.